# نيكي ريد (لاعب كرة قدم)
نيكي ريد (بالإنجليزية: Nicky Reid)‏ هو لاعب كرة قدم بريطاني في مركز الدفاع، ولد في 30 أكتوبر 1960 في Davyhulme ‏ في المملكة المتحدة. شارك مع منتخب إنجلترا تحت 21 سنة لكرة القدم. أما مع النوادي، فقد لعب مع بلاكبيرن روفرز ومانشستر سيتي ونادي بريستول سيتي ونادي بوري ونادي سليغو روفرز وويكمب وندررز ووست بروميتش ألبيون.

## وصلات خارجية
- نيكي ريد (لاعب كرة قدم) على موقع قاعدة بيانات كرة القدم.إي يو (الإنجليزية)
- نيكي ريد (لاعب كرة قدم) على موقع Soccerbase.com (لاعب) (الإنجليزية)